# 菱沼乾
菱沼　乾（ひしぬま けん、1994年〈平成6年〉2月25日 - ）は、日本の靴職人。 

## 来歴・人物
神奈川県横浜市出身。 巣鴨中学校・高等学校を経て、 東京都市大学大学院工学研究科を2018年に修了した。 大学院では建築学を専攻したが、学生時代に友人の影響で紳士靴に関心を持った。 3年間靴修理のアルバイトをしながら、100足以上の靴を中古で安く購入しては修理をして知識を蓄えた。
2018年に内装設計施工会社へ就職したものの、靴への情熱はやまず、仕事の傍ら東京・浅草の靴作り教室「石原靴工房」で技術を学んだ。 
Wataru Kimuraとともに、YouTubeチャンネル「森人」（モリジン）を設立し、登録者10万人を超える。
2021年に横浜市にて、自分の名前をもじった「Khish theWork（キッシュ・ザ・ワーク）」のブランドで独立した。加えて、革靴のみのYouTubeチャンネル、かわぐつのケン/CRAZY  about SHOESを開設する。
また、同年11月に初の展示会を自由ヶ丘と東京の京橋で開催した。
2023年5月に合同会社Khish the Workを設立する。法人化と前後して「自然が豊かなところでものづくりをしたい」と、拠点を横浜市から山梨県北杜市に移した。北杜市内の八ヶ岳山麓に工房を自らの手で完工した。
2024年5月、ロンドンで開催された世界的な靴作りコンクール、「World Championships of Shoemaking 2024」にて優勝した。